# Sharknado 2: The Second One

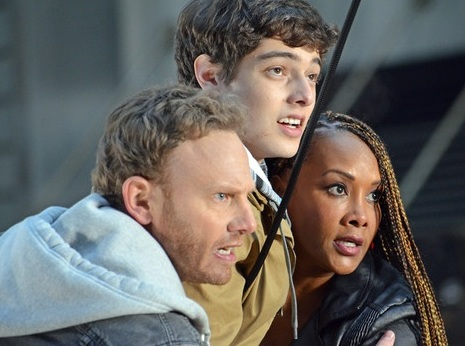
Ian Ziering, Dante Palmienteri e Vivica A. Fox em cena de ação de Sharknado 2.

Sharknado 2: The Second One (Brasil: Sharknado 2: A Segunda Onda ) é um filme de terror/desastre de ficção científica produzido nos Estados Unidos em 2014 e dirigido por Anthony C. Ferrante. É o segundo filme da série de filmes Sharknado.
É a sequência ao telefilme Sharknado.